# Cầu Bercy
Cầu Bercy (tiếng Pháp: Pont de Bercy) là một cây cầu bắc qua sông Seine thuộc địa phận Paris, Pháp. Cây cầu này nối liền đại lộ Bercy (thuộc quận 12) với đại lộ Vincent-Auriol (thuộc quận 13). Cầu có 2 tầng, tầng dưới cho ô tô và tầng trên cho các tàu của tuyến số 6 thuộc hệ thống tàu điện ngầm Paris.
| Métro Paris | Bến tàu điện ngầm: Quai de la Gare |

## Lịch sử
Cây cầu gốc tại vị trí cầu Bercy được xây dựng năm 1832 để thay thế cho bến phà đã không còn đáp ứng được nhu cầu đi lại ở phần rìa thành phố. Từ năm 1863 đến năm 1864 cây cầu này được thay thế bằng một cây cầu gạch chắc chắn hơn. Năm 1904 cầu được mở rộng thêm 5,5 m để chồng thêm một cầu cạn phục vụ tuyến số 6 của hệ thống tàu điện ngầm Paris.
Năm 1986 người ta bắt đầu lập kế hoạch tiếp tục mở rộng cầu, công việc được tiến hành từ năm 1989 và hoàn thành vào năm 1991. Cầu được mở rộng thêm 16 m và có bề rộng tổng cộng 40 m. Vật liệu sử dụng để xây cầu là bê tông cốt thép bọc đá.
| \| \| Vị trí trên sông Seine \| | \| \| Vị trí trên sông Seine \|    | \| \| Vị trí trên sông Seine \|    |
| Hạ lưu: Cầu Charles-de-Gaulle   | Vị trí trên sông Seine trong Paris | Thượng lưu: Cầu Simone-de-Beauvoir |
| ------------------------------- | ---------------------------------- | ---------------------------------- |
|                                 | Vị trí trên sông Seine             |                                    |